# Kesh Corran Cairn

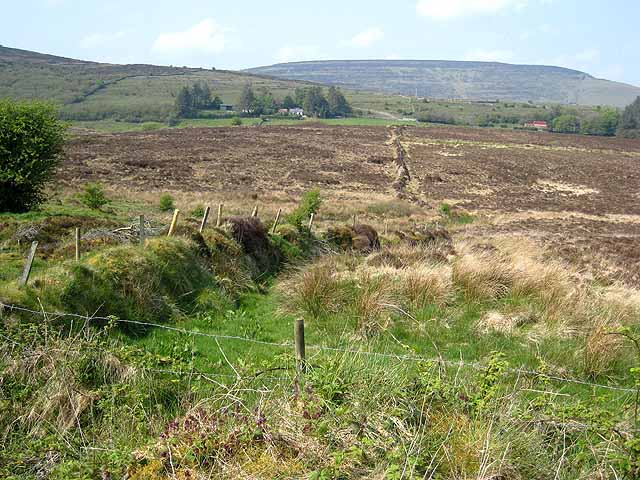
Der Kesh Corran im Hintergrund

Der 359 m hoch gelegene Kesh Corran Cairn (auch Keshcorran; irisch Céis Chorainn) liegt in den Bricklieve Mountains unweit von Keash, Carrowkeel und Ballymote im County Sligo in Irland.

## Beschreibung
Der Cairn (lokal „The Pinnacle“ genannt), gehört zu einer Gruppe großer spätneolitisch-frühbronzezeitlicher Cairns im County Sligo, zu denen u. a. der nahe Heapstown und der Cairn auf dem Knocknarea gehört. Der Kesh Corran Cairn liegt auf dem Gipfel, was selten ist. Der Keshcorran ist über 5 m hoch und besitzt einen Durchmesser von etwa 30 m. Er befindet sich auf einer Plattform am nördlichen Ende einer ovalen Einhegung von 206 × 168 m mit einer kleineren D-förmigen Einhegung am südlichen Ende, in der sich ein kleineres Hüttenfundament enthalten hat. Der Cairn birgt wahrscheinlich ein Passage tomb und ist von Vegetation bedeckt. Dies steht in Gegensatz zu den in Sichtweite liegenden Cairns von Carrowkeel.
Zwei Steinkisten, ein Cairn mit einer Steinkiste, ein möglicher Hüttenkomplex, eine große doppeltumwallte Einhegung, eine massive „megalithische“ Mauerstruktur und ein Wedge tomb in der Nähe, deuten auf einen Ritualkomplex.
Für die Einheimischen der Ortschaft Keash ist der Platz die Bühne für das jährliche Festival am letzten Sonntag im Juli. Diese „Garland-“ oder „Reek-Sonntag“-Veranstaltungen sind die Fortsetzung der Feierlichkeiten zum keltischen Lughnasa.